# Швајцарски железнички сат
1944. швајцарски инжењер Ханс Хилфикер заједно са произвођачем сатова Мобатајм дизајнирао је сат који је постао симбол железничких станица у Швајцарској, а касније се у сличним дизајнима појавио на железничким станицама широм света. 1953. на казаљки за секунде додао је црвени диск, који представља сигнално оруђе железничара. Такав сат је постао икона, као један од значајнијих дизајна 20. века данас има место у музеју дизајна у Лондону и музеју Модерне умјетности у Њујорку. 

## Сатови за личну употребу
Данас сатове за личну употребу израђује швајцарски Мондејн (Mondaine).

## Употреба и Епловим смартфонима
Дизајн сата је коришћен без дозволе Швајцарских железница од стране Епла у справама ајПед и ајФон. Након покренуте тужбе дошло је до споразума и Епл је платио употребу заштићеног дизајна. Уз новији систем иОс-7 Епл је променио дизајн сата.